# Zak Ndam
Pour les articles homonymes, voir Ndam (homonymie).
 (février 2024).
Zak Ndam est un artiste plasticien contemporain camerounais. Natif de la région de l'Ouest Cameroun, né en 1974 à Foumban, de parents artistes et marchands. Il est connu comme le concepteur de la spiriculture,,,.

## Biographie

### Enfance et débuts
Zak Ndam fréquente l'école publique de Manka à Foumban pour ses études primaires, puis interrompt ses études secondaires en première scientifique au lycée bilingue de Foumban en raison de contraintes financières et se lance dans la vente d'objets d'art à Douala.

### Carrière
Zak Ndam met l'humain au centre de son art pour un monde meilleur. 
En 2021, il participe à la nuit des idées à Bandjoun Station, au ravy (Rencontres des Arts Visuels de Yaoundé). En 2022, il participe au colloque international à Bandjoun Station organisé par le centre d'art savvy contemporary basé à Berlin en Allemagne. 

## Œuvres et expositions
- 2015: première création, le Grand Tône Uni-Vers-El réalisé avec la technique du bronze à la cire sacrifiée[6],[7].
- 2017: exposition commune au festival Balama (Bali Arts Markets de Douala)
- 2019: première exposition solo La voix de l'esprit, galerie Doual'art
- 2019: exposition au Douala Art Fair
- 2022: exposition au Musée National du Cameroun à Yaoundé[8].
- 2023: deuxième exposition solo fiemfieme à l'Institut français du Cameroun, antenne de Douala[9].

## Distinction
- 2023 : Lauréat de la Cameroon Creativity Awards, dans la catégorie sculpture[8].

## Œuvres

Quelques œuvres de Zak Ndam dans son atelier à Douala Bonapriso
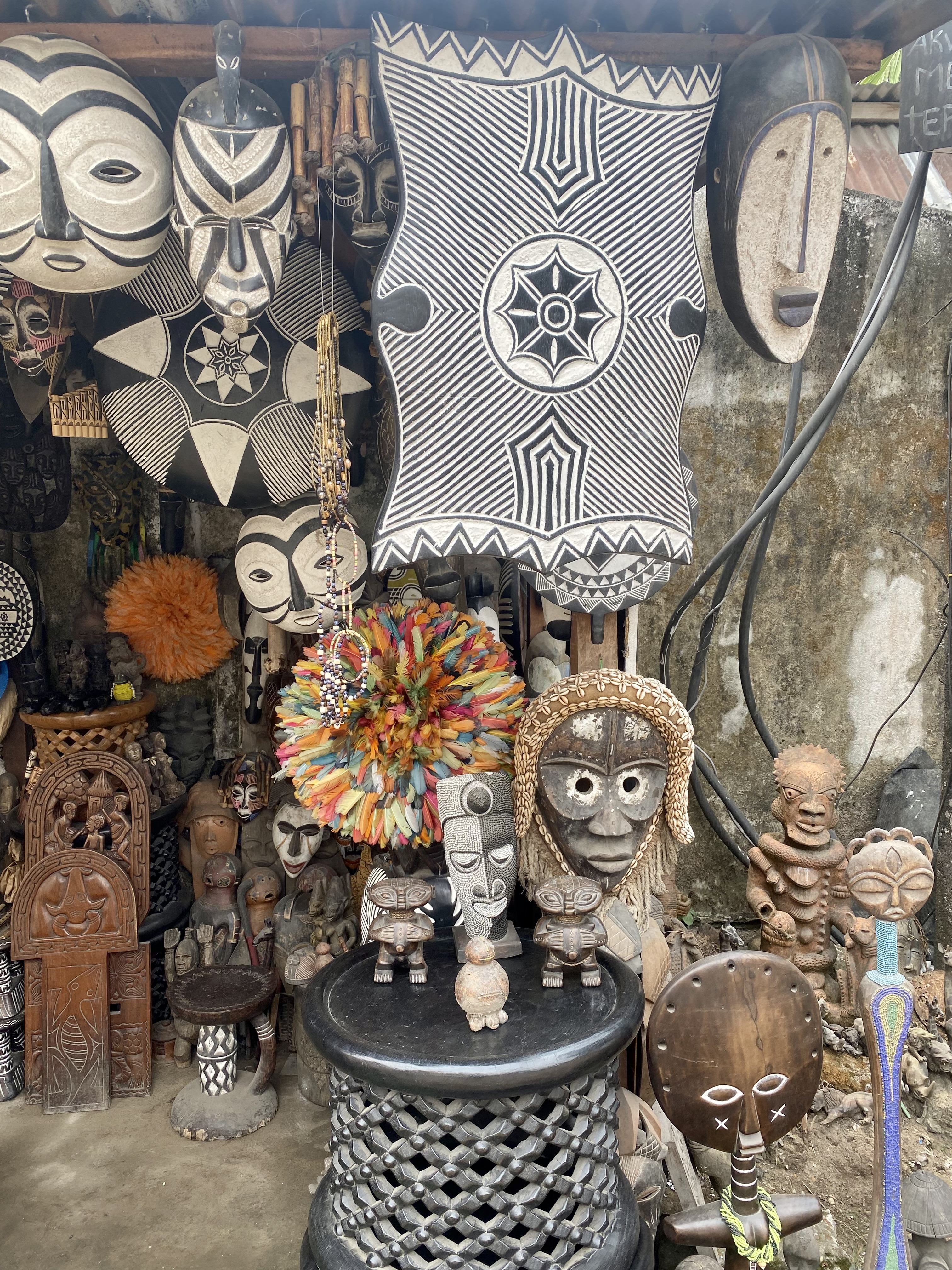
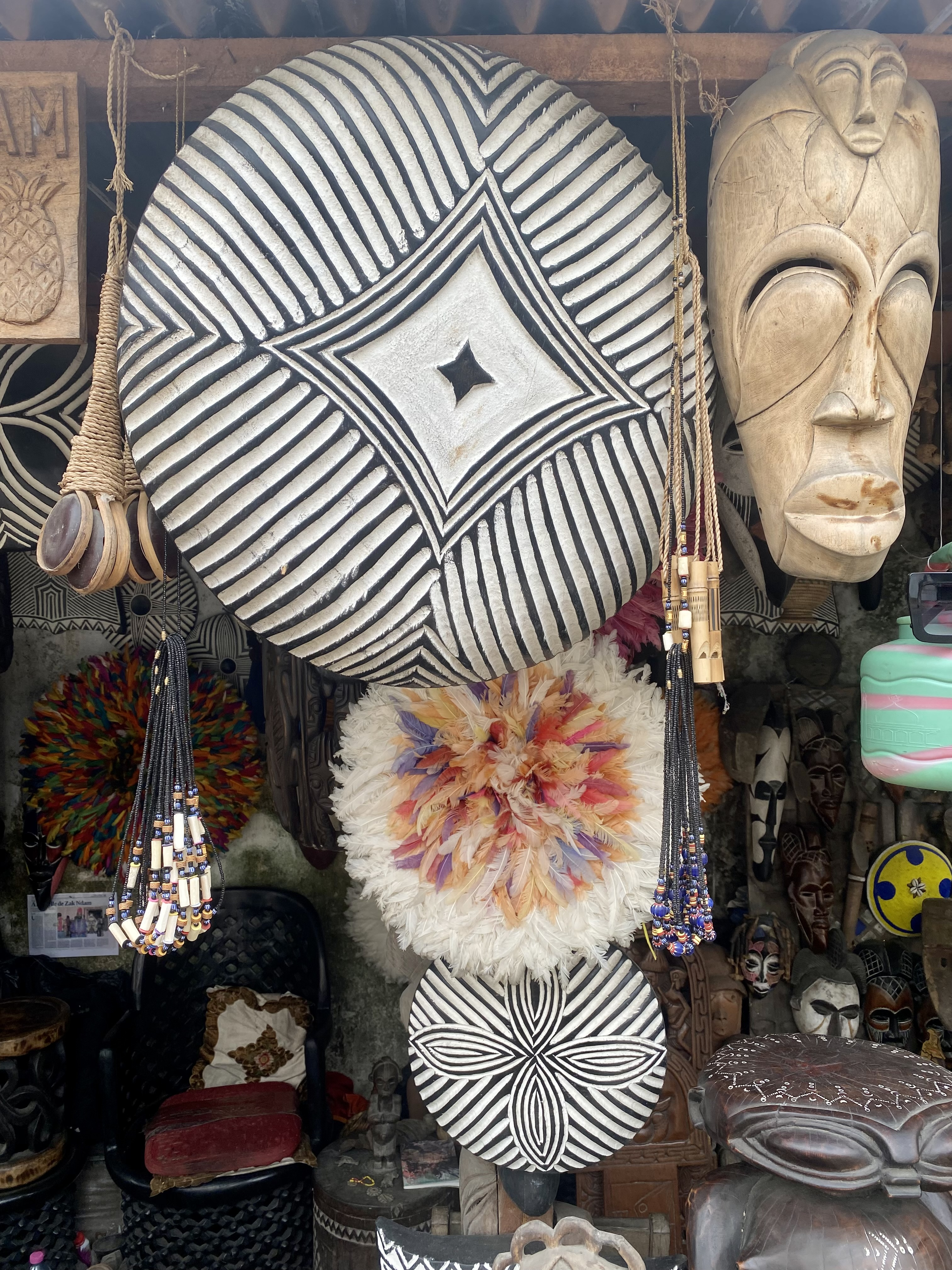
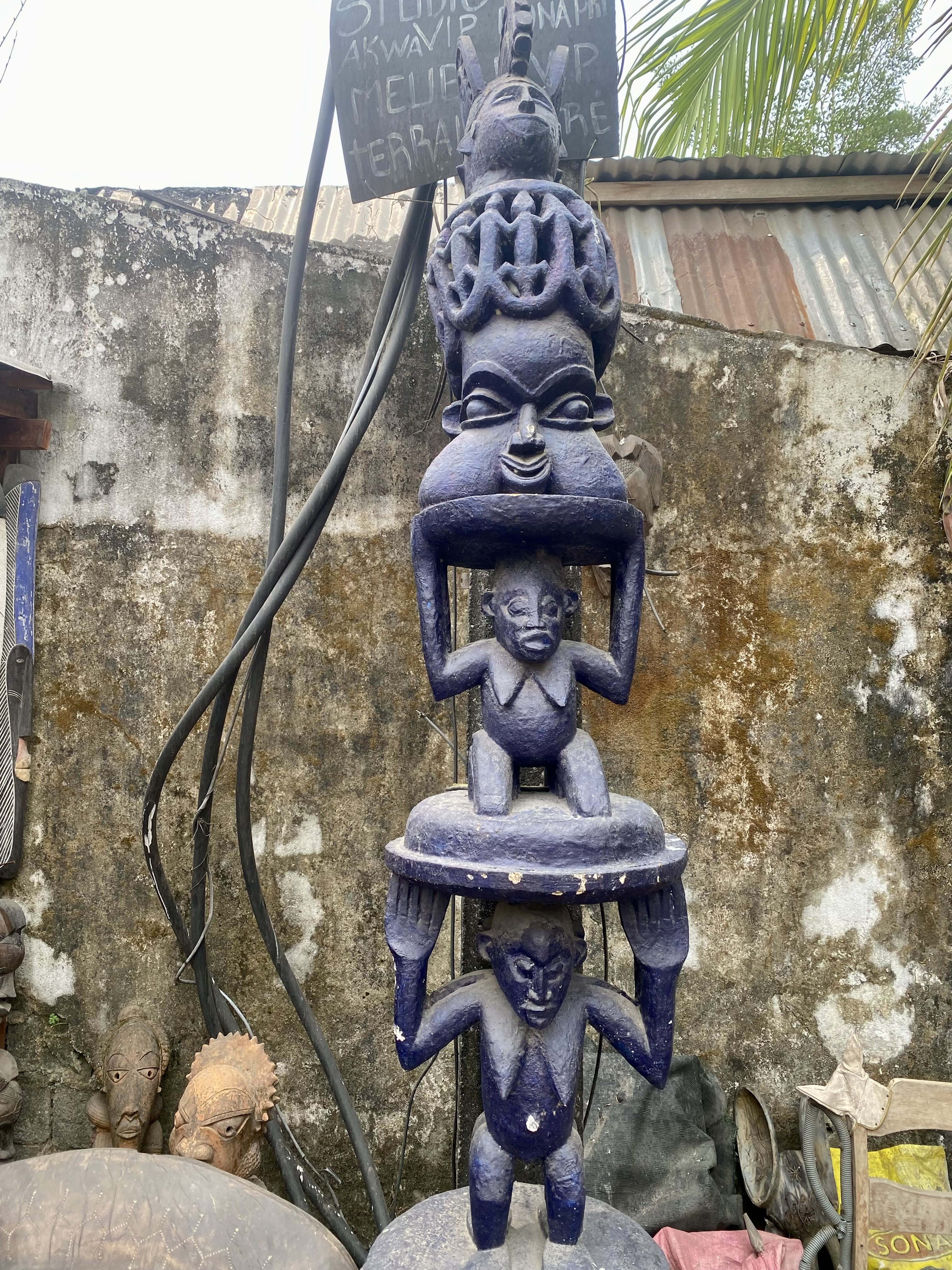
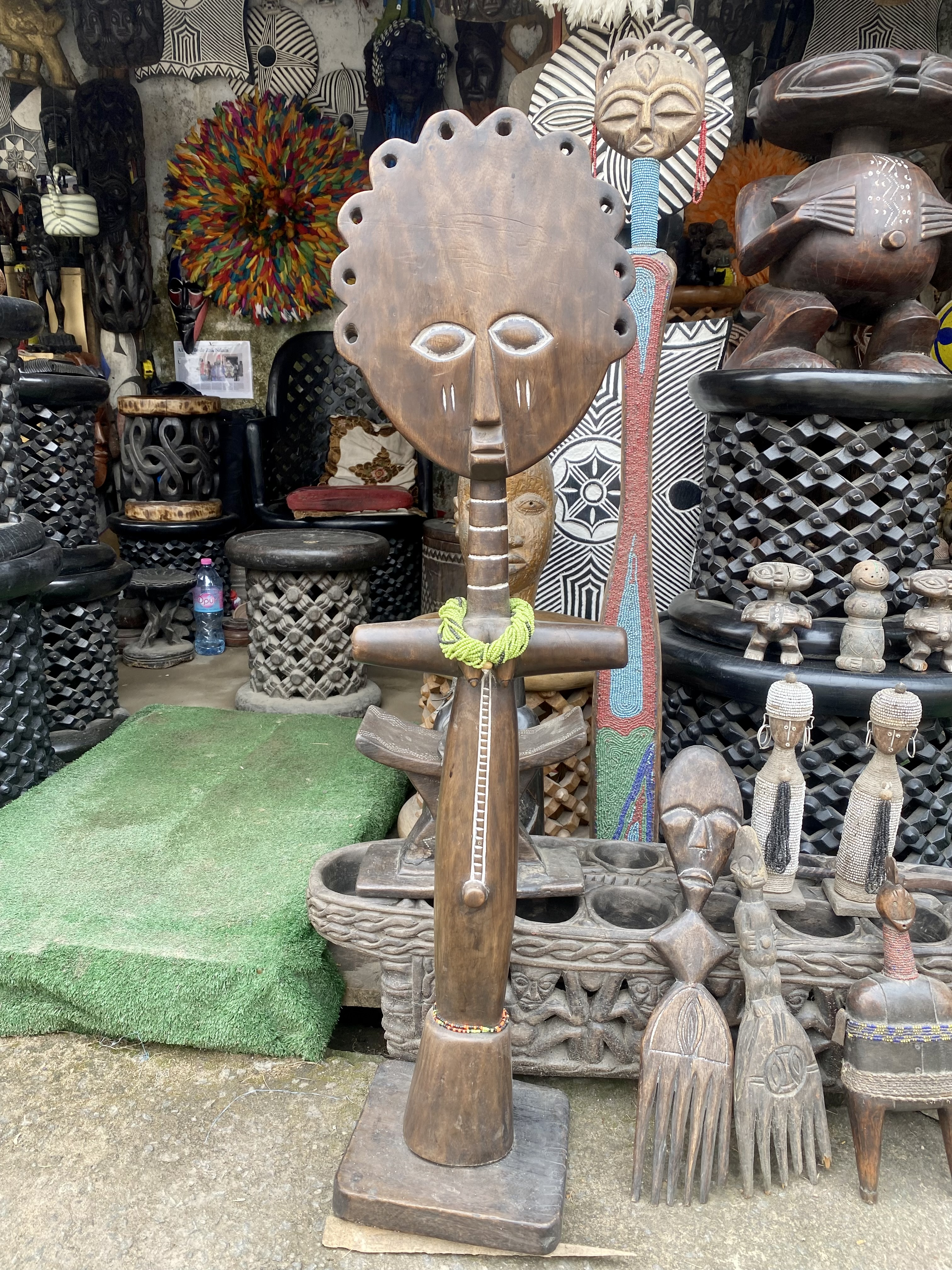
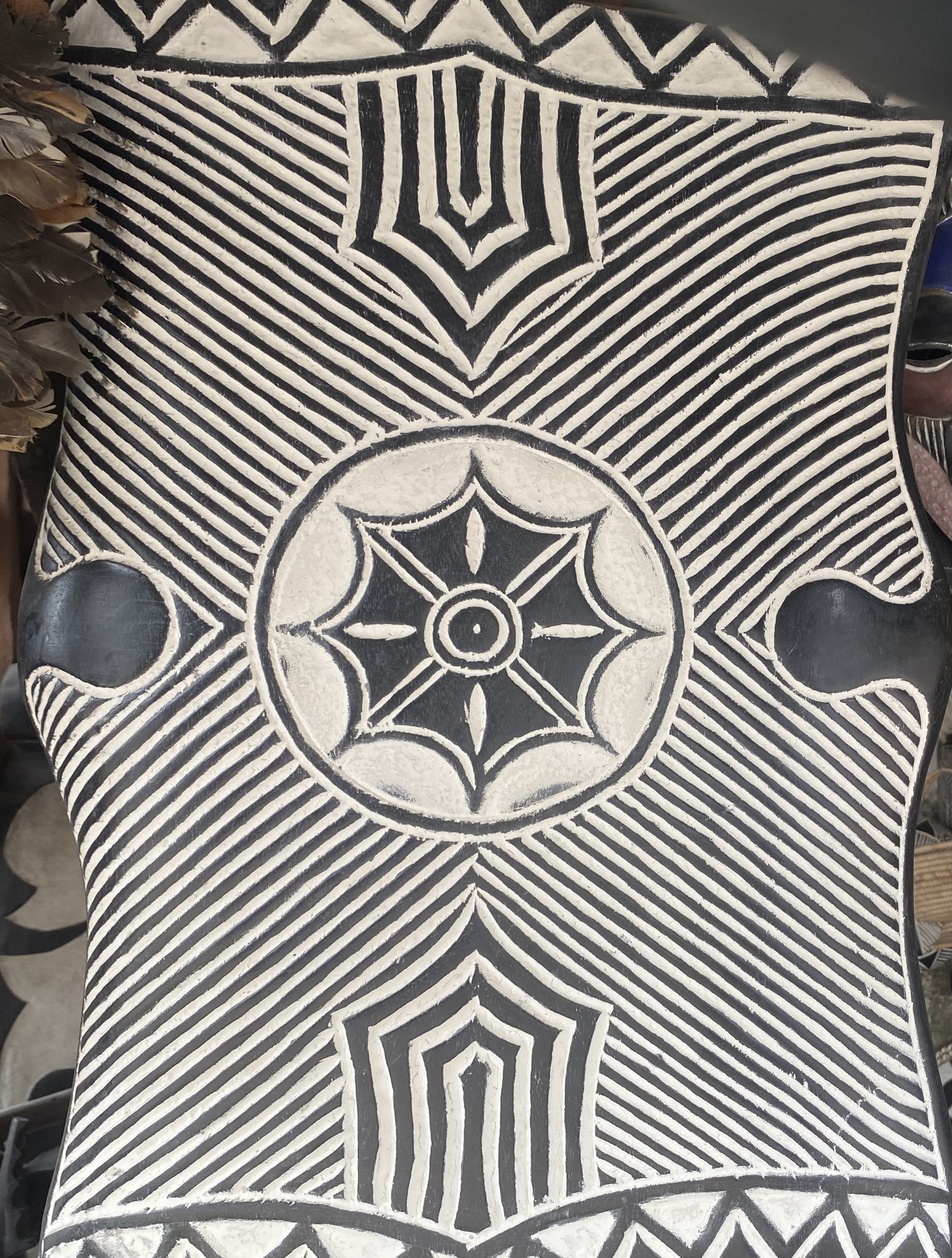
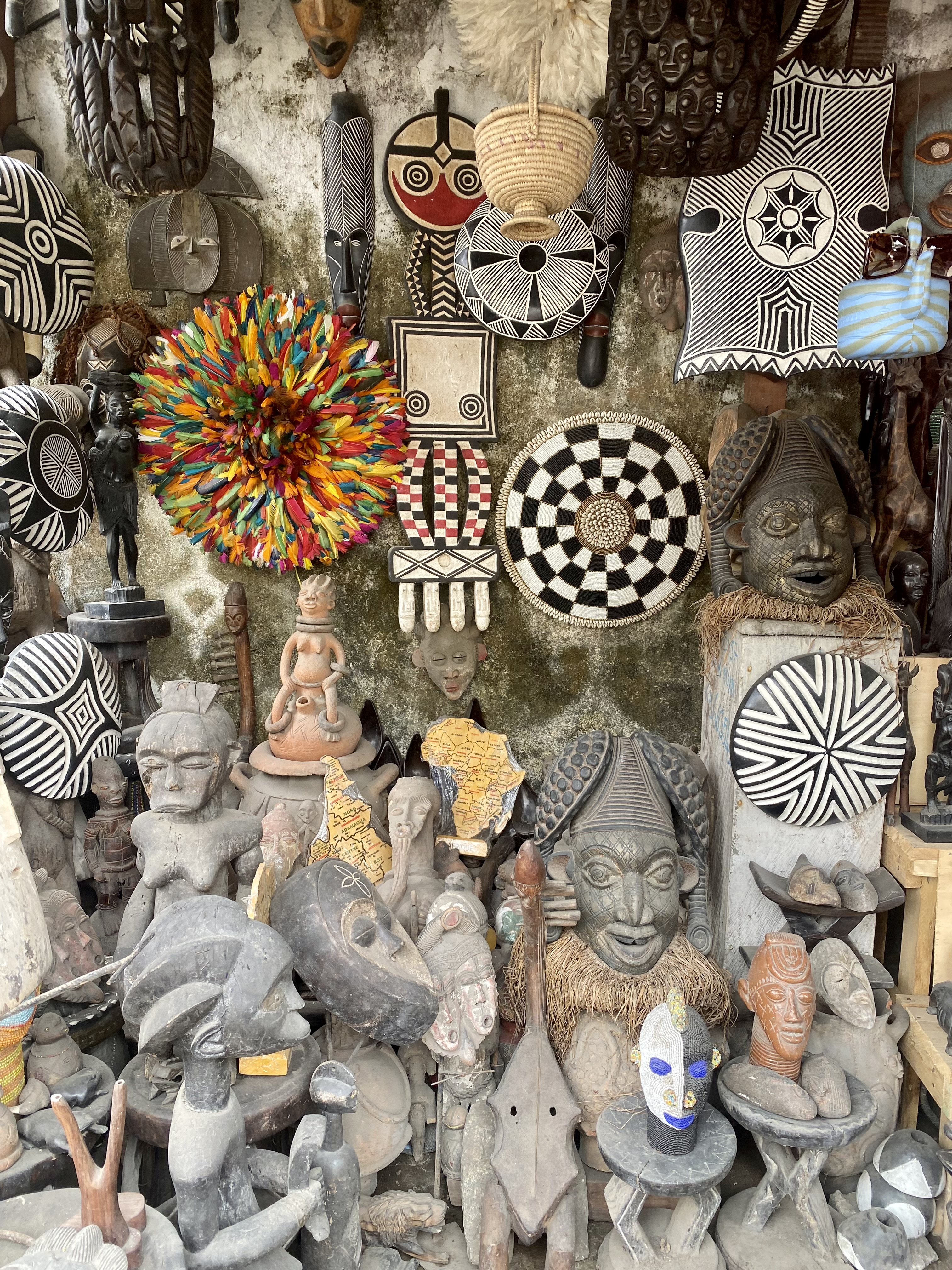
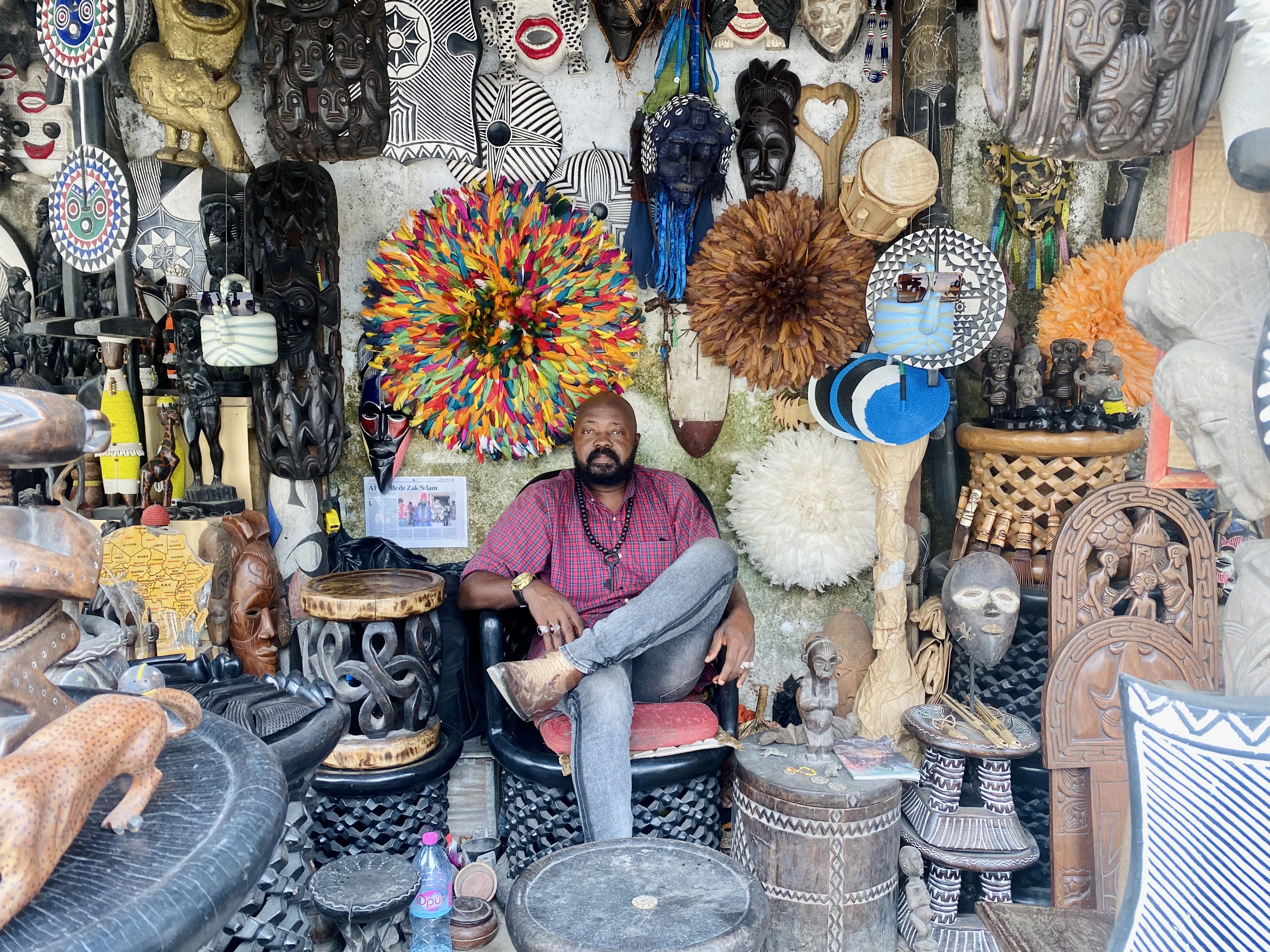
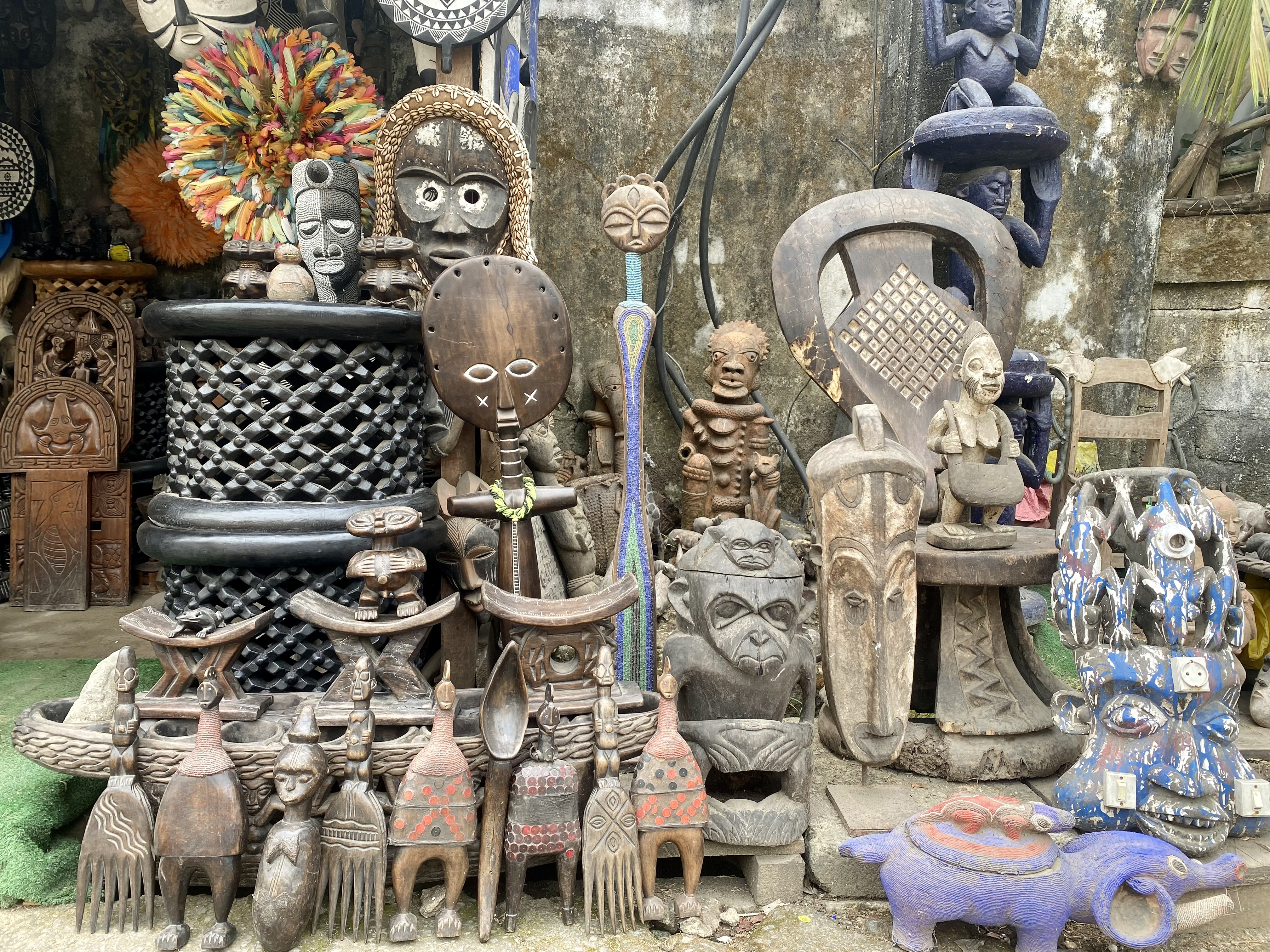